# Schuders
Schuders est un village du canton des Grisons, en Suisse, qui dépend depuis 1878 de la commune de Schiers, au début de la vallée du Prättigau. Il est relié à Schiers par une route qui passe par un paysage traversé de torrents et par le pont de Salginatobel qui enjambe la gorge de la Salgina.

## Historique
Le village a été mentionné pour la première fois par écrit en 1256, comme le village de « Schuder » qui dépendait du chapitre de Coire. La petite église, qui a été construite en 1508 sous le vocable de sainte Anne, était une ancienne chapelle de mineurs dépendant de la paroisse de Schiers. Elle est passée à la réforme calviniste en 1598, en tant que paroisse indépendante. Elle a longtemps disposé d'un pasteur résidant, mais aujourd'hui elle est attachée comme communauté à d'autres paroisses des alentours. Elle fait partie du IXe Colloque des Églises réformées des Grisons.
Schuders, qui était autrefois un village de mineurs, vit aujourd'hui essentiellement de l'agriculture et du tourisme d'été.

## Sources
- (de) Cet article est partiellement ou en totalité issu de l’article de Wikipédia en allemand intitulé « Schuders » (voir la liste des auteurs).
- « Schuders » dans le Dictionnaire historique de la Suisse en ligne.